# Ermida de Santo Antão (Vila da Praia)

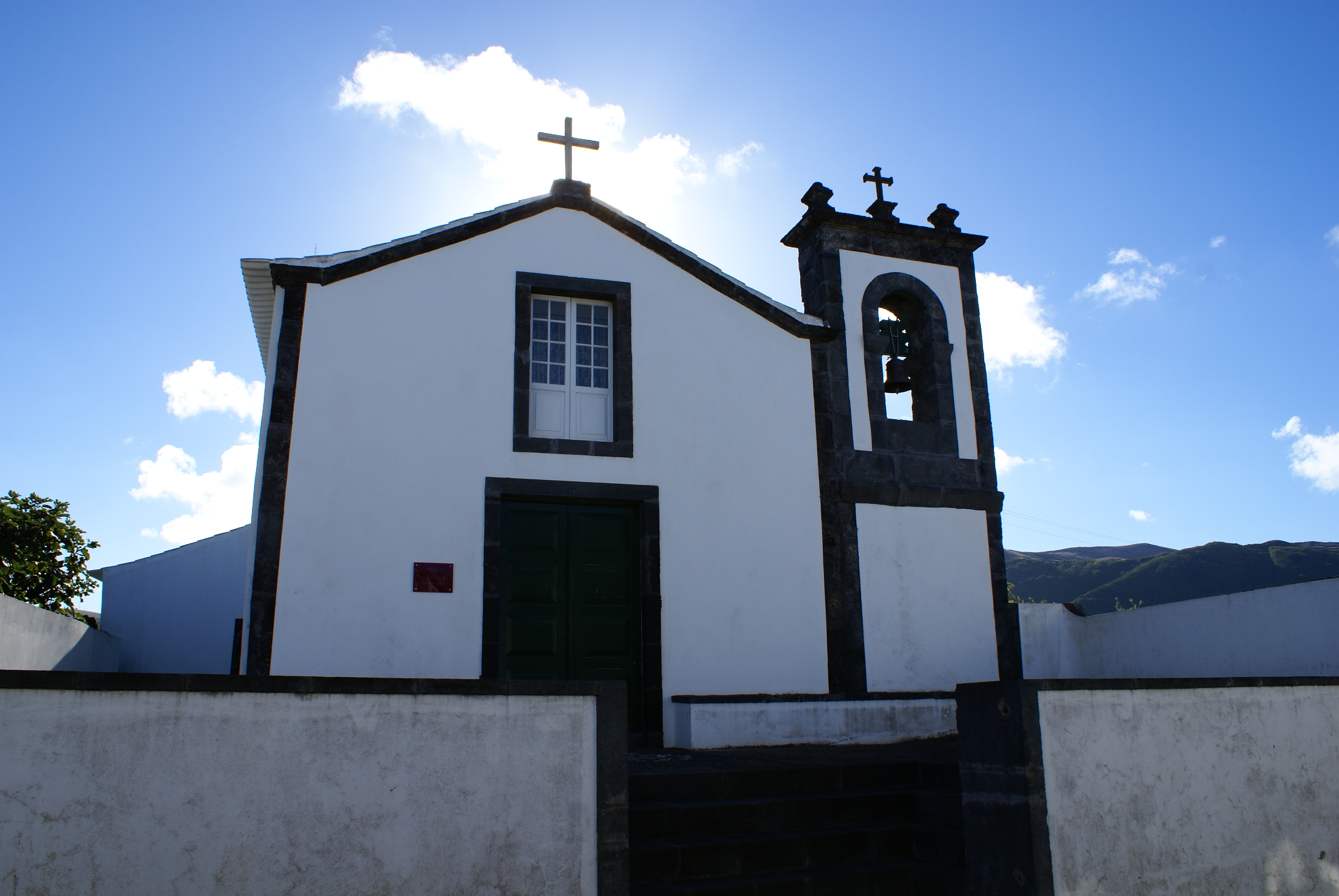
Ermida de Santo Antão.

A Ermida de Santo Antão é um templo religioso cristão português que se localiza na vila da Praia, no concelho de Santa Cruz da Graciosa, ilha Graciosa, Açores.